# Joseph-Étienne Malaval
Pour les articles homonymes, voir Malaval.
Joseph-Étienne Malaval, né à Lyon le 16 avril 1842 et mort à Lyon (2e arrondissement) le 19 janvier 1898, est un architecte français.

## Biographie
Joseph-Étienne Malaval étudie à la Martinière puis à l'école des beaux-arts de Lyon.

## Réalisations
Il réalise les travaux d'architecture suivants :
- restauration du château de Bayères pour Édouard Aynard ;
- restauration du château de Bonce à Satolas-et-Bonce ;
- restaurations et travaux aux châteaux de la Flachère et de Chamagnieu ;
- restauration au château de Bel-Accueil à Saint-Marcel-Bel-Accueil ;
- restauration de l'église de Saint-Nicolas de Givors ;
- achèvement de l'église d'Orliénas, initiée par Clair Tisseur ;
- flèche de l'église Sainte-Blandine à Lyon ;
- château de Bonnevaux à Villeneuve-de-Marc ;
- château de la Bernarde au Puy-en-Velay ;
- église de Chasse-sur-Rhône ;
- hôtel du journal Le Nouvelliste de Lyon.

## Distinctions
Il est membre de la société académique d'architecture de Lyon en 1886 et fait chevalier de l'ordre de Saint-Grégoire-le-Grand le 8 octobre 1894.